# Caledonian Ground
Der Caledonian Ground ist ein Fußballstadion mit Leichtathletikanlage im Vorort Dunedin North der neuseeländischen Stadt Dunedin, Region Otego. Es bietet 3000 Plätze.

## Lage
Die Anlage befindet sich am nördlichen Ende des Logan Park im Norden der Stadt. Damit liegt gleich in der Nähe der Logan Park High School wie auch er University of Otago und eine Zweigstelle von Te Pūkenga. Weiter bieten sich u. a. Hockey-, Tennis-, Fußball- und Cricketplätze auf dem Gelände. In der Nähe befinden sich das Cricketstadion University Oval und das Rugby- und Fußballstadion Forsyth Barr Stadium.

## Geschichte
Von den Einwohnern wird die Anlage oftmals auch als New Caledonian Ground bezeichnet, da bis zum Jahr 2000 ein Gelände mit demselben Namen in der Mitte von South Dunedin gut fünf Kilometer weiter südlich bestand. Dieser ist nun aber größtenteils ein Parkplatz für ein Einkaufszentrum. Einzige bestehende Gebäude des alten Platzes sind eine Turnhalle sowie ein Bowls-Club.

## Nutzung
Das Fußball-Franchise Otago United trug früher seine Heimspiele auf der Anlage aus. Zudem wurden ein paar K.o.-Spiele des Chatham Cups, zu denen auch ein Halbfinale der Ausgabe 2018 gehörte, hier ausgetragen. In der Saison 2021 nutze der Otago University AFC die Anlage teilweise als Heimspielstätte. Der Leichtathletikclub Athletics Otago ist ein weiterer Nutzer.